# Вілла-Рендена
Вілла-Риндена (італ. Villa Rendena) — колишній муніципалітет в Італії, у регіоні Трентіно-Альто-Адідже,  провінція Тренто. З 1 січня 2016 року Вілла-Рендена є частиною новоствореного муніципалітету Порте-ді-Рендена.
Вілла-Риндена розташована на відстані близько 490 км на північ від Рима, 31 км на захід від Тренто.
Населення — 1003 особи (2014).

## Демографія
Населення за роками:

Станом на 31 грудня 2014 року в муніципалітеті офіційно проживали 163 іноземці з 15 країн, серед них 25 громадян країн Євросоюзу.

## Сусідні муніципалітети
- Брегуццо
- Даоне
- Даре
- Монтаньє
- Пелуго
- Преоре
- Тіоне-ді-Тренто
- Віго-Рендена